# Албания на летних Олимпийских играх 1992
Албания принимала участие в Летних Олимпийских играх 1992 года в Барселоне (Испания) после двадцатилетнего перерыва, во второй за свою историю, но не завоевала ни одной медали. Сборную страны представляли 5 мужчин и 2 женщины, принявшие участие в соревнованиях по лёгкой атлетике, плаванию, стрельбе и тяжёлой атлетике.

## Лёгкая атлетика
Спортсменов — 1
Женщины
| Спортсмен     | Вид       | Результат       | Место |
| ------------- | --------- | --------------- | ----- |
| Алма Керамиши | Семиборье | Не финишировала | -     |

## Плавание
Спортсменов — 1
Мужчины
| Спортсмен    | Вид                | Заплыв    | Заплыв | Финалы    | Финалы    |
| Спортсмен    | Вид                | Результат | Место  | Результат | Место     |
| ------------ | ------------------ | --------- | ------ | --------- | --------- |
| Франк Лескай | 50м вольный стиль  | 24,72     | 50     | Не прошёл | Не прошёл |
| Франк Лескай | 100м вольный стиль | 55,50     | 62     | Не прошёл | Не прошёл |
| Франк Лескай | 100м брасс         | 1.14,28   | 56     | Не прошёл | Не прошёл |

## Стрельба
Спортсменов — 2
Мужчины
| Спортсмен   | Вид                              | Квалификация | Квалификация | Полуфинал | Полуфинал | Финал     | Финал     |
| Спортсмен   | Вид                              | Результат    | Место        | Результат | Место     | Результат | Место     |
| ----------- | -------------------------------- | ------------ | ------------ | --------- | --------- | --------- | --------- |
| Кристо Робо | Скоростная стрельба из пистолета | 565          | 30           | Не прошёл | Не прошёл | Не прошёл | Не прошёл |

Женщины
| Спортсмен      | Вид                 | Квалификация | Квалификация | Финал     | Финал     |
| Спортсмен      | Вид                 | Результат    | Место        | Результат | Место     |
| -------------- | ------------------- | ------------ | ------------ | --------- | --------- |
| Энкелейда Шеху | Спортивный пистолет | 575          | 14           | Не прошла | Не прошла |

## Тяжёлая атлетика
Спортсменов — 3
| Спортсмен      | Категория | Масса  | Рывок | Рывок | Рывок | Толчок | Толчок | Толчок | Всего | Место |
| Спортсмен      | Категория | Масса  | 1     | 2     | 3     | 1      | 2      | 3      | Всего | Место |
| -------------- | --------- | ------ | ----- | ----- | ----- | ------ | ------ | ------ | ----- | ----- |
| Фатмир Буши    | 67,5 кг   | 67,10  | 130   | 130   | 132.5 | 160    | 165    | 167.5  | 290   | 11    |
| Сокол Бишанаку | 67,5 кг   | 67,15  | 125   | 127.5 | 130   | 155    | 157.5  | 160    | 282.5 | 13    |
| Деде Декай     | 110 кг    | 109,75 | 162.5 | 167.5 | 167.5 | 210    | 215    | 217.5  | 380   | 9     |